# Виторито
Виторѝто (на италиански: Vittorito, на местен диалект Vëtturréitë, Вътурейтъ) е село и община в Южна Италия, провинция Акуила, регион Абруцо. Разположено е на 377 m надморска височина. Населението на общината е 916 души (към 2010 г.).